# Cimola thymiathis
Cimola thymiathis är en fjärilsart som beskrevs av Druce 1883. Cimola thymiathis ingår i släktet Cimola och familjen tofsspinnare. Inga underarter finns listade i Catalogue of Life.